# Lista de deputados estaduais do Rio Grande do Norte da 48.ª legislatura
Essa é uma lista de deputados estaduais do Rio Grande do Norte eleitos para o período 1963-1967. 40 deputados.

## Composição das bancadas
| Partido | Líder                      | Bancada | Posição      |
| ------- | -------------------------- | ------- | ------------ |
| PSD     | Garibaldi Alves            | 15 / 40 | Governo      |
| UDN     | Edgard Montenegro          | 13 / 40 | Oposição     |
| PTB     | Radir Pereira de Araújo    | 4 / 40  | Independente |
| PTN     | Gerônimo Queiroz           | 3 / 40  | Governo      |
| PST     | Antônio de Carvalho        | 2 / 40  | Oposição     |
| PDC     | Ângelo Varela              | 1 / 40  | Governo      |
| PSB     | Floriano Bezerra de Araújo | 1 / 40  | Independente |
| PR      | Paulo Medeiros             | 1 / 40  | Oposição     |

## Deputados estaduais
| Número | Deputados estaduais eleitos      | Partido | Votação | Percentual | Cidade onde nasceu    | Unidade federativa  |
| 17342  | Ângelo José Varela               | PDC     | 6.075   | 2,88%      | Natal                 | Rio Grande do Norte |
| 52882  | Antonio Rodrigues de Carvalho    | PST     | 5.192   | 2,46%      | Mossoró               | Rio Grande do Norte |
| 41144  | Garibaldi Alves                  | PSD     | 4.909   | 2,32%      | Angicos               | Rio Grande do Norte |
| 22954  | Francisco Seráfico Dantas        | UDN     | 4.642   | 2,20%      | Acari                 | Rio Grande do Norte |
| 41332  | Paulo Diógenes Pessoa            | PSD     | 4.490   | 2,13%      | São Miguel            | Rio Grande do Norte |
| 22450  | Milton Aranha Marinho            | UDN     | 4.414   | 2,09%      | Caicó                 | Rio Grande do Norte |
| 22597  | Edgard Borges Montenegro         | UDN     | 4.247   | 2,01%      | Assu                  | Rio Grande do Norte |
| 41488  | Manoel Torres de Araújo          | PSD     | 4.044   | 1,91%      | Timbaúba dos Batistas | Rio Grande do Norte |
| 20402  | Paulo Gonçalves de Medeiros      | PR      | 4.004   | 1,90%      | Acari                 | Rio Grande do Norte |
| 22905  | Onésio Fernandes Maia            | UDN     | 3.926   | 1,86%      | Caraúbas              | Rio Grande do Norte |
| 22710  | Ulisses Bezerra Potiguar         | UDN     | 3.924   | 1,86%      | Parelhas              | Rio Grande do Norte |
| 41729  | Manoel Avelino Sobrinho          | PSD     | 3.829   | 1,81%      | Areia Branca          | Rio Grande do Norte |
| 41418  | José Patrício de Figueiredo Neto | PSD     | 3.790   | 1,79%      | Alexandria            | Rio Grande do Norte |
| 41648  | Erivan Santiago França           | PSD     | 3.789   | 1,79%      | Natal                 | Rio Grande do Norte |
| 14899  | Radir Pereira de Araújo          | PTB     | 3.687   | 1,74%      | Currais Novos         | Rio Grande do Norte |
| 41731  | Olavo Lacerda Montenegro         | PSD     | 3.629   | 1,72%      | Assu                  | Rio Grande do Norte |
| 22128  | Ezequiel José Ferreira de Souza  | UDN     | 3.572   | 1,69%      | Natal                 | Rio Grande do Norte |
| 14263  | José Fernandes de Melo           | PTB     | 3.449   | 1,63%      | Currais Novos         | Rio Grande do Norte |
| 41469  | Luís de Gonzaga Barros           | PSD     | 3.330   | 1,58%      | Natal                 | Rio Grande do Norte |
| 22130  | Agenor Nunes de Maria            | UDN     | 3.327   | 1,57%      | São Vicente           | Rio Grande do Norte |
| 22938  | Waldemar de Sousa Veras          | UDN     | 3.313   | 1,57%      | Alexandria            | Rio Grande do Norte |
| 19872  | Pedro de Lucena Dias             | PTN     | 3.291   | 1,56%      | Pirpirituba           | Paraíba             |
| 22520  | Roberto Pereira Varela           | UDN     | 3.123   | 1,48%      | Ceará-Mirim           | Rio Grande do Norte |
| 22449  | Dary de Assis Dantas             | UDN     | 3.108   | 1,47%      | Serra Negra do Norte  | Rio Grande do Norte |
| 41670  | Asclepíades Fernandes e Silva    | PSD     | 3.089   | 1,46%      | Santana do Matos      | Rio Grande do Norte |
| 14394  | Álvaro Coutinho da Motta         | PTB     | 3.021   | 1,43%      | Campina Grande        | Paraíba             |
| 22928  | José da Silveira Pinto           | UDN     | 2.953   | 1,40%      | Rio do Fogo           | Rio Grande do Norte |
| 19434  | José Vasconcelos da Rocha        | PTN     | 2.953   | 1,40%      | São Rafael            | Rio Grande do Norte |
| 41375  | Jocelyn Vilar                    | PSD     | 2.918   | 1,38%      | Natal                 | Rio Grande do Norte |
| 41764  | Manoel Veras Saldanha            | PSD     | 2.831   | 1,34%      | Campo Grande          | Rio Grande do Norte |
| 14745  | Francisco Assunção de Macedo     | PTB     | 2.822   | 1,33%      | Sítio Novo            | Rio Grande do Norte |
| 22720  | Alzair Pereira de Araújo         | UDN     | 2.819   | 1,33%      | Currais Novos         | Rio Grande do Norte |
| 40851  | Floriano Bezerra de Araújo       | PSB     | 2.747   | 1,30%      | Afonso Bezerra        | Rio Grande do Norte |
| 52240  | Antônio Pereira de Lima          | PST     | 2.701   | 1,28%      | São João do Sabugi    | Rio Grande do Norte |
| 41458  | Jácio Luiz Bezerra Fiúza         | PSD     | 2.666   | 1,26%      | Santa Cruz            | Rio Grande do Norte |
| 41859  | Francisco de Souza Revoredo      | PSD     | 2.467   | 1,17%      | Ouro Branco           | Rio Grande do Norte |
| 41868  | Joaquim Leopoldo da Câmara       | PSD     | 2.444   | 1,15%      | Natal                 | Rio Grande do Norte |
| 41966  | Boanerges de Azevedo Barbalho    | PSD     | 2.376   | 1,12%      | Santo Antônio         | Rio Grande do Norte |
| 22518  | Aderson Dutra de Almeida         | UDN     | 2.336   | 1,10%      | Patu                  | Rio Grande do Norte |
| 19664  | Gerônimo Santos Queiroz          | PTN     | 1.957   | 0,92%      | Jucurutu              | Rio Grande do Norte |